# Portrait de Bibi-la-Purée
Pour les articles homonymes, voir Bibi-la-Purée (homonymie).
Le Portrait de Bibi-la-Purée est une huile sur toile de la période bleue de Pablo Picasso en 1901 et qui représente le vagabond de Montmartre, Bibi-la-Purée, actuellement conservé à la National Gallery, à Londres.
La toile entre dans une collection privée française en 1939 et est exposée pour la première fois en 2012 par la National Gallery, avec deux dessins de Picasso sur le même thème et de la même époque (Portrait de Bibi-la-Purée, Bibi-la-Purée assis).
Sue Roe souligne, dans l'exagération des détails, le rapprochement avec la figure du clown triste : les couleurs vives contrastant avec le visage pâle et le nez rouge, complété par un sourire figé.